# Saint-Chinian
Saint-Chinian település Franciaországban, Hérault megyében. Lakosainak száma 1775 fő (2022. január 1.). Saint-Chinian Assignan, Babeau-Bouldoux, Cébazan, Ferrières-Poussarou, Pierrerue és Villespassans községekkel határos.

## Népesség
A település népessége az elmúlt években az alábbi módon változott:
| Lakosok száma | 1976 | 1735 | 1705 | 1808 | 1812 | 1761 | 1677 | 1697 | 1704 | 1775 |
|               | 1968 | 1982 | 1990 | 2006 | 2013 | 2015 | 2017 | 2019 | 2020 | 2022 |